# Michel Goffin
Pour les articles homonymes, voir Goffin.
Michel Goffin est un coureur cycliste belge né le 26 mars 1961 à Tirlemont et mort des suites d'une chute le 27 février 1987 à Marseille. Il fut professionnel de 1984 à 1987.

## Biographie
Michel Goffin débute chez Splendor en 1984. En 1985, il rejoint l'équipe Hitachi où il épaule son ami Claudy Criquielion qui vient d'être sacré champion du monde. Il réalise en 1985 sa meilleure saison. Goffin commence sa saison 1987 en février par les courses du sud de la France en vue de préparer Paris-Nice. Le 21 février se déroule le Tour du Haut-Var qui fait suite au Tour méditerranéen.
Lors de cette course, en pleine descente, il rate un virage et chute de plusieurs dizaines de mètres en contrebas dans le ravin. Évacué dans un coma profond avec de multiples fractures et un grave traumatisme crânien, il meurt à l'hôpital de la Timone six jours plus tard. Il est le second coureur à se tuer dans ce mois de février après Vincente Mata percuté par un chauffard lors du Trophée Luis Puig le week-end précédent. Ces deux accidents ainsi que celui d'Emilio Ravasio en mai 1986 contraindront la Fédération internationale de cyclisme professionnel à ouvrir le débat sur le port du casque obligatoire.

## Palmarès
- 1983
  - 3e de la Coupe Sels